# Медейна
Медейна, или Медейне (часто смешивается с Жворуной) — богиня лесов, деревьев и животных, одно из главных божеств литовской мифологии.
Самое раннее упоминание — XIII век, Ипатьевская летопись. Присутствует в перечислении богов, которым молился король Миндовг.
В хронике Малалы одновременно с Медейной упомянута Жворуна. В XV веке польский историк Ян Длугош сравнивает Медейну с римской Дианой. Её упоминают также Микалоюс Даукша, Ян Ласицкий, хроника Быховца.
По мнению Альгирдаса Юлиуса Греймаса, Медейна представляется одинокой, чувственной, красивой, однако не желающей женитьбы девушкой, охотницей или волчицей (Вилкмерге — молодая волчица).
Считается, что некоторые святые камни, которые названы «стопы зайцев», были местами культа Медейны.
После крещения Литвы культ Медейны постепенно сошёл на нет, статус её сравнялся с положением духа лесов, Лаумы.